# Milliony Ferfaksa
Milliony Ferfaksa (russisk: Миллионы Ферфакса) er en sovjetisk spillefilm fra 1980 af Nikolaj Iljinskij.

## Medvirkende
- Juozas Budraitis — Anthony Fairfax
- Grazhyna Baikshtite — Marilyn Fairfax
- Ilmar Tammour — Inspector Percy Gallet
- Aleksandr Martynov — Russell Jones
- Helga Dantzberg — Lucy Downtree